# Förvånansvärt lik! (film, 1960)
Förvånansvärt lik! (engelska: Spider's Web eller The Spider's Web by Agatha Christie) är en brittisk mysteriefilm från 1960 i regi av Godfrey Grayson med Glynis Johns, John Justin, Cicely Courtneidge och Jack Hulbert i huvudrollerna.  Filmen är en adaption av pjäsen Spindelnätet från 1954 av Agatha Christie och en sällsynt Technicolor "A"-film från det engelska filmbolaget Danzigers. Den gjordes om till en TV-film med Penelope Keith i huvudrollen 1982.

## Historia
Filmen var av typen "lågbudet" och på grund av dåliga publiksiffror lanserades filmen aldrig i USA.

## Handling
En ambassadörshustru måste gömma liket av sin styvdotters osympatiska styvfar för sin man, som tar med sig viktiga besökare till deras hem på landet.

## Rollista
- Glynis Johns som Clarissa Hailsham-Brown
- John Justin som Henry Hailsham-Brown
- Jack Hulbert som Sir Rowland Delahaye
- Cicely Courtneidge som Miss Peake
- Ronald Howard as Jeremy
- David Nixon som Elgin
- Wendy Turner som Pippa
- Basil Dignam som Hugo
- Joan Sterndale-Bennett som Mrs Elgin
- Ferdy Mayne som Oliver
- Peter Butterworth som Inspector Lord
- Anton Rodgers som Sergeant Jones
- Robert Raglan som Dr. Berry

## Mottagande
The Monthly Film Bulletin skrev: "Försöket till lättsam lindring faller platt, medan den komiskt oduglige polisinspektören är snudd på skrattretande. ... Det finns den vanliga överraskningsupplösningen, men mycket lämnas vagt eller oklart."
Leslie Halliwell sa: "Ganska standard vem-gjorde-det oklokt iscensatt som komedi."
TV Guide skrev: "en underhållande filmversion av Agatha Christies teaterpjäs från 1954 om en diplomathustru som gömmer liket av sin styvdotters far. Även om det inte finns någon Miss Marple eller Hercule Poirot som driver den här programmeraren framåt, rör det sig fortfarande i ett livligt tempo."